# Nyasa Express

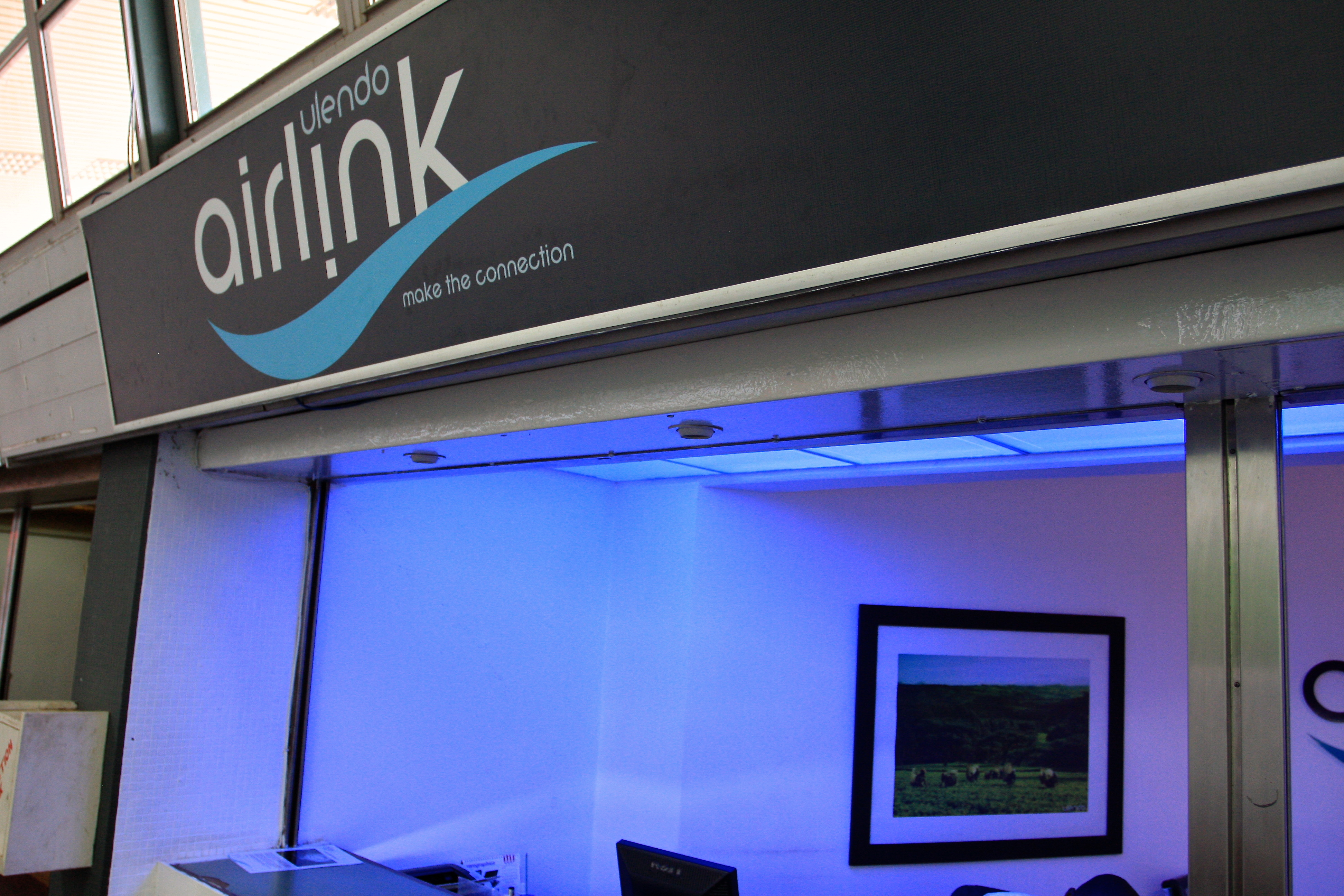
Checkin von Ulendo Airlink in Malawi

Nyasa Express (ehemals Ulendo Airlink) ist eine malawische Fluggesellschaft mit Sitz in Lilongwe und Basis auf dem Flughafen Lilongwe.

## Geschichte
Ulendo Airlink wurde von Nyasa Express, einem Joint Venture des malawischen Reiseveranstalters „Ulendo Travel Group“ und der südafrikanischen „CFA Air Charters“ gegründet. Der Flugbetrieb wurde im August 2011 aufgenommen.
Im Jahr 2022 benannte sich Ulendo Airlink in Nyasa Express um.

## Flugziele
Nyasa Express bedient von Lilongwe aus im Linienflug nationale Ziele.

## Flotte
Mit Stand April 2023 besteht die Flotte der Nyasa Express aus sieben Flugzeugen:
| Flugzeugtyp          | aktiv | bestellt | Anmerkungen | Sitzplätze |
| -------------------- | ----- | -------- | ----------- | ---------- |
| Dornier 228          | 1     |          |             | 19         |
| Cessna Stationair    | 1     |          |             | 5          |
| Cessna Grand Caravan | 1     |          |             | 14         |
| Cessna 210           | 4     |          |             | 5          |
| Gesamt               | 7     | –        |             |            |

### Ehemalige Flotte
- Beechcraft King Air B200
- Beechcraft King Air C90